# Tomi Kärkkäinen
Tomi Kärkkäinen, född 22 oktober 1969, är en finländsk fotbollstränare och före detta spelare. 
Som spelare representerade Kärkkäinen FF Jaro mellan 1990 och 1992, VPS mellan 1993 och 1996, Sjetten i norska division 2 mellan 1997 och 1998, Närpes Kraft i division 1 mellan 1999 och 2000 och Vasalaget FC Kiisto i division 2 2001.
Kärkkäinen har spelat fyra säsonger i Tipsligan (1991, 1992, 1995 och 1996) och han gjorde tre mål på 43 matcher. Han debuterade i ligan för Jaro borta mot KuPS den 5 maj 1991, medan hans första ligamål kom för VPS mot Kuusysi den 21 juni 1995.
Kärkkäinen inledde sin tränarkarriär som ansvarig tränare i Vasa IFK inför säsongen 2003. Hösten 2005 lyfte han laget till division 1 (VIFK:s första avancemang till division 1 sedan hösten 1993). Efter två säsonger med Vasa IFK i division 1 värvades Kärkkäinen av lokalkonkurrenten VPS på hösten 2007. Han tränade ligalaget VPS 2008 till maj 2009, då han avgick.
I slutet av säsongen 2009 tränade Kärkkäinen Lappolaget Virkiä i division 2 innan han tog över rodret i hårtsatsande Seinäjokilaget SJK till säsongen 2010. På hösten 2010 meddelade SJK att Kärkkäinen inte får fortsatt förtroende (laget slutade på femte plats i division 2 säsongen 2010).
När Vasa IFK hörde att Kärkkäinen var ledig tog klubben kontakt och parterna nådde en överenskommelse. Därmed återvände Kärkkäinen till Vasa IFK, som han nådde framgångar med sex år tidigare, med ett treårs-kontrakt.
Säsongen 2011 slutade Kärkkäinens Vasa IFK på en 5:e plats i division 2.